# 6 Ośrodek Przechowywania Sprzętu
6 Ośrodek Przechowywania Sprzętu (6 OPS) – jednostka wojsk inżynieryjnych stacjonująca w Głogowie, podlegała dowódcy Śląskiego Okręgu Wojskowego, rozformowana 30 czerwca 2011.

## Historia
6 Ośrodek Przechowywania Sprzętu został sformowany 1 stycznia 2002 zgodnie z Rozkazem Dowódcy ŚOW nr Pf-32/Org. z dnia 2 lipca 2001 w sprawie zmian organizacyjnych w jednostkach wojsk inżynieryjnych. 
Jednostka przeznaczona była głównie do przechowywania i konserwacji sprzętu ale prowadziła również szkolenie  żołnierzy wojsk inżynieryjnych oraz organizowała kursy i przeszkolenia na potrzeby wszystkich jednostek Okręgu. 
Na bazie Ośrodka działały dwa patrole rozminowania (nr 22 i 24), obejmujące swym zasięgiem 15 powiatów województw dolnośląskiego i lubuskiego.
W związku z reorganizacją Sił Zbrojnych RP 6 OPS został rozformowany, a część jego sił i środków przekazano do nowo formowanego 4 Batalionu Inżynieryjnego.

## Tradycje
Decyzją Nr 139/MON Ministra Obrony Narodowej z 3 czerwca 2002 roku ustalono, że Ośrodek przejmuje sztandar i z honorem kontynuuje tradycje 6 Głogowskiego Pułku Drogowo-Mostowego (1966-2001).
Decyzją Nr 196/MON Ministra Obrony Narodowej z dnia 17 czerwca 2009 wprowadzono odznakę pamiątkową, oznakę rozpoznawczą oraz proporczyk na beret.

## Dowódcy
- ppłk Andrzej Dutka (2001–2006)
- ppłk Marek Baraniak (luty 2006–30 czerwca 2011)

## Podporządkowanie
- Śląski Okręg Wojskowy (2001-30 czerwca 2011)